# Жаховський Олександр Григорович
Олександр Григорович Жаховський (? — † 12 березня 1961) — підполковник Армії УНР, військовий льотчик.

## Життєпис

### Служба в РІА
1912 р. завершив навчання в Єлисаветградському кавалерійському училищі та призначений у 5-й драгунський Каргопольський полк, у кладі якого брав участь у Першій світовій. Під час війни закінчив військову авіаційну школу. Останнє звання — ротмістр.

### Служба в Армії УНР
З весни 1918 р. перебував на службі в авіаційних частинах військ Центральної Ради. Від серпня 1918 р. обіймав посаду командира 1-го гарматного загону 8-го Катеринославського авіаційного дивізіону Армії Української Держави. 25липня 1918 звільнений з військової служби за власним бажанням. За кілька тижнів знову вступив на українську військову службу та був призначений льотчиком 1-го гарматного загону 6-го Полтавського авіаційного дивізіону.
Після початку Протигетьманського повстання очолив рештки 6-го Полтавського авіаційного дивізіону, із якими згодом влився до 1-го Українського (Запорізького) загону Повітряного флоту УНР. З червня 1919 р. — командир 1-го Запорізького авіаційного загону Армії УНР, з 19 березня 1920 р. — помічник командувача Повітряного флоту УНР. У період з травня 1920 р. до кінця 1922 р. був командиром 1-ї Запорізької авіаційної ескадрильї УНР, після розформування якої мешкав у Польщі.
Згодом емігрував до Бразилії. Помер і похований у м. Сан-Паулу.